# کیت (فیلم)
کیت (به انگلیسی: Kate) یک فیلم دلهره‌آور و اکشن آمریکایی به کارگردانی سدریک نیکولاس-ترویان و نویسندگی اومیر آلیم است. در این فیلم مری الیزابت وینستد، میکو مارتینو، وودی هرلسون، میخیل هایسمان و تادانابو آسانو به عنوان بازیگران اصلی حضور دارند.
این فیلم به عنوان یک فیلم اصلی در ۱۰ سپتامبر ۲۰۲۱، از طریق نتفلیکس در دسترس قرار گرفت.

## داستان
فیلم داستان یک زن قاتل به نام کیت را دنبال می‌کند که متوجه می‌شود مسموم شده و تنها ۲۴ ساعت دیگر می‌تواند زندگی کند و پس از آن خواهد مرد. او باید ازطریق تعقیب و کشتن جنایتکاران در خیابان‌های توکیو قاتل خود را پیش از مرگش پیدا کند و به قتل برساند و از او انتقام بگیرد.

## تولید
فیلم‌برداری در ۱۶ سپتامبر ۲۰۱۹ آغاز شد و در ۲۹ نوامبر ۲۰۱۹ به پایان رسید. مکان‌های فیلمبرداری شامل؛ تایلند، توکیو و لس آنجلس بود.